# Viorica Viscopoleanuová
Viorica Viscopoleanuová rozená Viorica Belmegaová (* 8. srpna 1939, Storožynec, Rumunské království, dnes Černovická oblast, Ukrajina) je bývalá rumunská atletka, olympijská vítězka, halová mistryně Evropy a někdejší držitelka světového rekordu ve skoku do dálky.

## Kariéra

### Olympijské hry
Třikrát reprezentovala na letních olympijských hrách. Poprvé v roce 1964 na olympiádě v Tokiu. Zde obsadila v kvalifikaci dělené čtvrté místo a postoupila do sedmnáctičlenného finále. V něm předvedla nejdelší pokus 635 cm ve druhé sérii, což v konečném součtu stačilo na 5. místo. Od bronzové pozice ji dělilo sedm centimetrů. Zlato získala v novém světovém rekordu 676 cm Britka Mary Randová.
O čtyři roky později na Letních olympijských hrách v Mexiku ve finále hned v první sérii skočila do vzdálenosti 682 cm, čímž o šest centimetrů vylepšila čtyři roky starý světový rekord. V dalších sériích se již nezlepšila (X, 664 cm, 654 cm, 652 cm, 657 cm) a stala se olympijskou vítězkou. Ze soupeřek předvedla druhý nejlepší výsledek Britka Sheila Sherwoodová, která za výkon 668 cm brala stříbro a bronz sovětská dálkařka Taťjana Talyševová (666 cm). Dne 3. září 1970 v Turíně světové maximum vylepšila Heide Rosendahlová ze Západního Německa na 684 cm.
V roce 1972 na olympijských hrách v Mnichově skončila ve finále na 7. místě. Nejdelší pokusy se ji podařily ve druhé a třetí sérii, kdy shodně dolétla na 648 cm. Bronzovou medaili vybojovala výkonem 667 cm československá dálkařka Eva Šuranová.
O olympijský rekord přišla Rumunka až na Letních olympijských hrách 1980 v Moskvě, kde zlato získala Taťána Kolpakovová skokem dlouhým 706 cm.

### Mistrovství Evropy
Třikrát startovala rovněž na ME v atletice. Nejlepšího výsledku dosáhla na evropském šampionátu v Athénách v roce 1969, kde získala stříbrnou medaili (645 cm). Na ME v atletice 1966 v Budapešti skončila pátá, o pět let později obsadila na evropském šampionátu v Helsinkách 6. místo.

### Halové ME v atletice
Na evropských šampionátech v hale celkově vybojovala jednu zlatou a tři bronzové medaile.
| EHH/HME  | Místo konání              | Umístění | Výkon  |
| -------- | ------------------------- | -------- | ------ |
| EHH 1966 | Dortmund, Západní Německo | 4.       | 601 cm |
| EHH 1967 | Praha, Československo     | 3.       | 640 cm |
| EHH 1968 | Madrid, Španělsko         | 3.       | 623 cm |
| HME 1970 | Vídeň, Rakousko           | 1.       | 656 cm |
| HME 1971 | Sofie, Bulharsko          | 3.       | 653 cm |
| HME 1972 | Grenoble, Francie         | 8.       | 601 cm |
| HME 1973 | Rotterdam, Nizozemsko     | 6.       | 604 cm |
| HME 1974 | Göteborg, Švédsko         | 5.       | 632 cm |

### Osobní rekordy
- hala – 656 cm – 14. března 1970, Vídeň
- venku – 682 cm – 14. října 1968, Ciudad de México